# 大樹寺

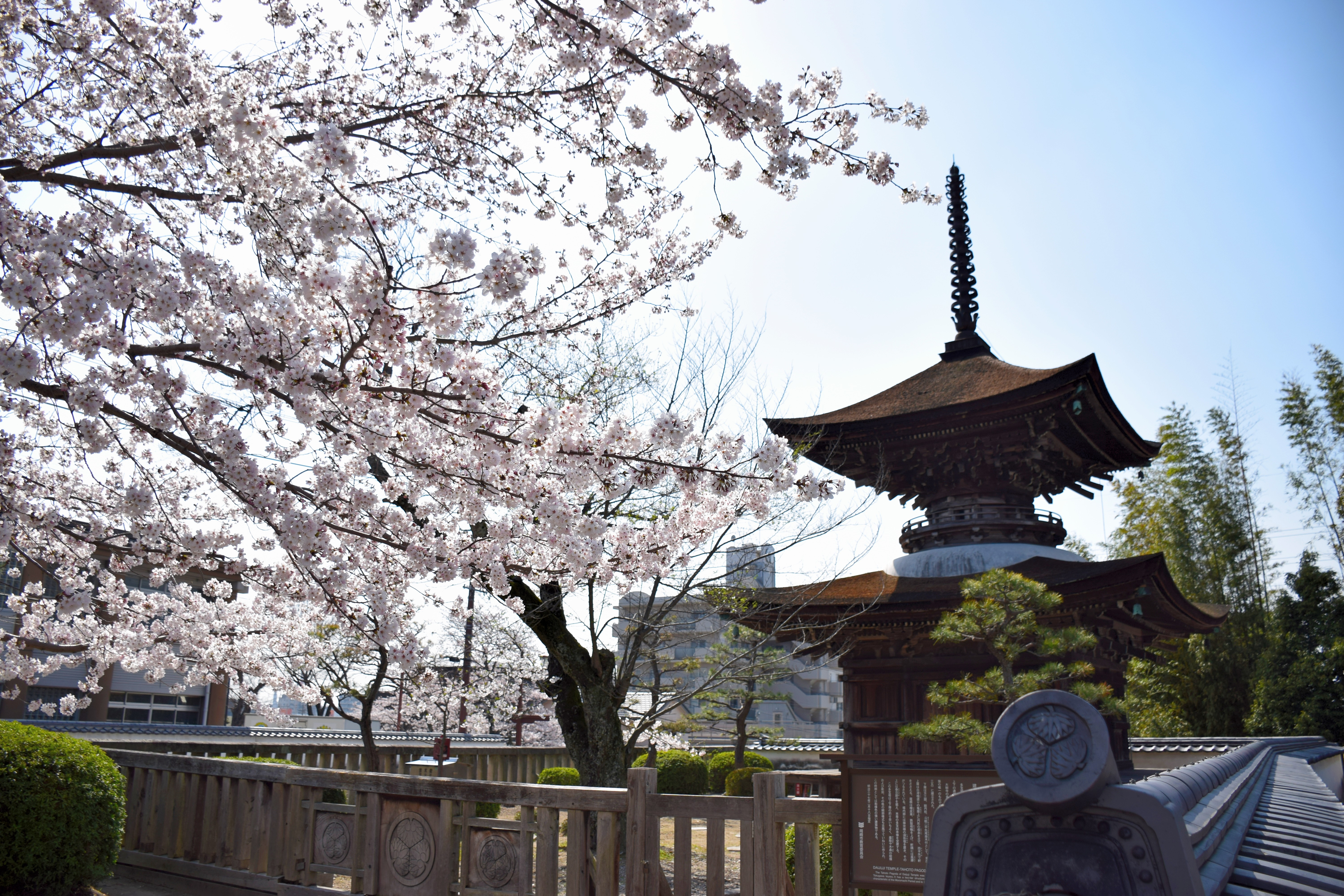

大樹寺（日语：／ Daiju-ji），全稱成道山松安院大樹寺，是一所今日屬於日本愛知縣岡崎市的寺廟，是松平氏，也就是後來成爲將軍家的德川氏的菩提寺，於1475年由松平親忠建立。目前被指定爲重要文化財的大樹寺多寶塔（日语：／）是由德川家康的祖父松平清康於1535年修建。
據聞，在今川義元於桶狹間之戰中被織田信長擊殺後，仍然從屬於今川氏的德川家康（當時他的名字是松平元康）逃到了大樹寺。他本決定在大樹寺自殺，但經過住持勸說，最後他決定放棄自殺的想法，並宣佈松平家從今川家獨立。

## 歷代將軍牌位
大樹寺內安奉有除末代將軍慶喜之外的江戶幕府歷代將軍的牌位。有一種說法認為這些牌位的高度與將軍身高相同。以下是歷代將軍牌位的高度：
1. 家康 159.0cm
2. 秀忠 160.0cm
3. 家光 157.0cm
4. 家綱 158.0cm
5. 綱吉 124.0cm
6. 家宣 156.0cm　※根據增上寺遺骨改葬時的調查，其推定身高為160cm左右
7. 家繼 135.0cm　※滿6歲薨
8. 吉宗 155.5cm　※據說他身高六尺（約180cm）。
9. 家重 151.4cm　※根據增上寺遺骨改葬時的調查，其推定身高為156cm左右
10. 家治 153.5cm
11. 家齊 156.6cm
12. 家慶 153.5cm　※根據增上寺遺骨改葬時的調查，其推定身高為154cm左右
13. 家定 149.9cm
14. 家茂 151.6cm　※根據增上寺遺骨改葬時的調查，其推定身高為157cm左右